# August Chevet
August Chevet, född 3 april 1840 i Paris, död 26 maj 1897 i Göteborg, var en fransk-svensk porslinsmålare.
Chevet utbildade sig och hade först verksamhet i Frankrike innan han flyttade till Göteborg. Han flyttade sedan vidare till Stockholm för anställning på Gustavsbergs porslinsfabrik där han arbetade 1870–1890 som porslinsmålare under ledning av Magnus Isaeus. Samtidigt som han arbetade på Gustavsberg, drev han också egen ateljé på Grev Thuregatan 19 där han undervisade i porslinsdekoration. 1889 flyttades ateljén till Biblioteksgatan 1. Två år senare 1891 lämnade han Gustavsberg och återvände till Göteborg där han sedan arbetade som lärare på Slöjdföreningens skola.

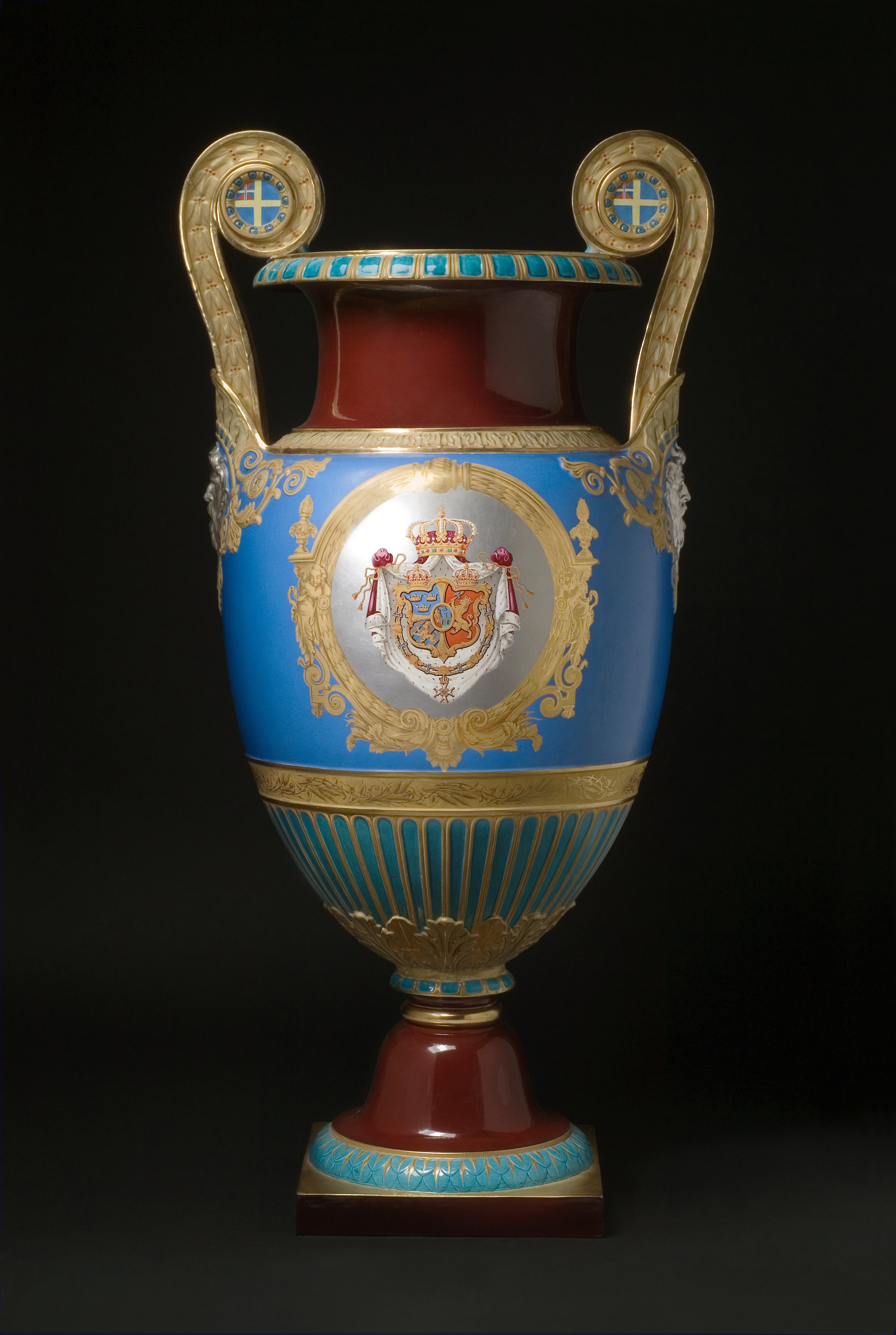
Philadelphiavasen, Gustavsbergs porslinsfabrik, 1873.